# Yasha
Yasha är en ort i Mexiko.   Den ligger i kommunen Las Margaritas och delstaten Chiapas, i den sydöstra delen av landet, 800 km öster om huvudstaden Mexico City. Yasha ligger 1 749 meter över havet och antalet invånare är 1 862.
Terrängen runt Yasha är huvudsakligen kuperad, men söderut är den platt. Runt Yasha är det ganska tätbefolkat, med 100 invånare per kvadratkilometer. Närmaste större samhälle är Las Margaritas, 12,8 km sydost om Yasha. I omgivningarna runt Yasha växer huvudsakligen savannskog.